# Rhys ap Gruffydd FitzUrien
Rhys ap Gruffydd (* um 1508; † 4. Dezember 1531) war ein walisischer Adliger. Er war der Sohn von Gruffydd ap Rhys († 1521) und dessen Frau Catherine St John. Seine Mutter hatte nach dem frühen Tod seines Vaters um 1525 in zweiter Ehe Piers Edgcumbe geheiratet. Nach dem Tod seines Großvaters Rhys ap Thomas erbte Rhys 1525 dessen umfangreichen Güter in Wales, aber wegen seiner Jugend nicht dessen Ämter. 
Um 1521 heiratete er Katherine Howard, eine Tochter des Dukes of Norfolk. Um 1529 fügte er seinem Namen den Beinamen FitzUrien hinzu. Damit bezog er seine Herkunft auf den mythischen keltischen König Urien, diesen Bezug versuchte schon sein Ur-Urgroßvater Gruffudd ap Nicolas Mitte des 15. Jahrhunderts herzustellen. 
Im Juni 1529 begann eine heftige Fehde zwischen Rhys und Walter Devereux der die Ämter seines Großvaters übernommen hatte. Wegen diverser Streitereien drang Rhys mit einem 40-köpfigen Gefolge in die Räume von Devereux in Carmarthen Castle ein. Als er daraufhin von Devereux in der Burg inhaftiert wurde, wiegelte seine Frau eine große Menschenmenge auf, die seine Freilassung forderten und schließlich die Burg stürmten. In der Folgezeit kam es wiederholt zu bewaffneten und tödlichen Zwischenfällen zwischen Gefolgsleuten von Devereux und Rhys Anhängern, weshalb er und Devereux sich im Oktober 1531 vor Gericht in London verantworten mussten. Vor Gericht wurde er schließlich beschuldigt, eine Verschwörung mit dem König von Schottland zum Sturz von Heinrich VIII. geplant zu haben. Die Beweise für seinen Verrat waren sehr dürftig, ein Beweis war sein Namenszusatz FitzUrien, was als Beweis herangezogen wurde, dass er Fürst von Wales werden wollte. Rhys wurde des Verrats für schuldig befunden und im Dezember 1531 enthauptet. Durch seinen Sturz fielen seine umfangreichen Besitzungen an die Krone, seine Mutter durfte bis zu ihrem Tod Weobley Castle als Witwensitz bewohnen. Neben der Fehde mit Devereux lagen die Gründe für seine Verurteilung vermutlich auch in seinem Katholizismus und seiner ablehnende Haltung gegenüber der Scheidung des Königs von Katharina von Aragón.
Sein Sohn Griffith Rice erhielt unter Maria und Elisabeth I. kleinere Gebiete der Ländereien seiner Familie zurück. Rhys Witwe heiratete in zweiter Ehe Henry Daubeney, 1. Earl of Bridgewater.